# Ritratto di Pier Luigi Farnese
Il Ritratto di Pier Luigi Farnese in armatura è un dipinto olio su tela (111×87 cm) di Tiziano, realizzato nel 1546 e conservato nel Museo nazionale di Capodimonte, a Napoli.

## Storia e descrizione
Il dipinto ritrae Pier Luigi Farnese, figlio di papa Paolo III, duca di Parma e Piacenza, che distaccò dallo Stato pontificio, morto nel 1547 accoltellato, vittima di una congiura ardita contro di lui dalle famiglie dei Landi e degli Anguissola, su consiglio del duca di Milano Ferrante I Gonzaga. Si tratta di una delle opere meglio riuscite del pittore veneto per i Farnese, seppur nel tempo, a causa della pittura assai rovinata, più volte ne è stata messa in discussione l'autografia.
Dalle fonti storiche non si sa con certezza in quale contesto il Tiziano abbia eseguito l'opera, in quanto non risulta alcun documento un incontro certo tra il pittore e Pier Luigi Farnese. Questi infatti non era a Roma durante i mesi in cui il pittore veneziano si trovava alla corte dei Farnese, né tantomeno Tiziano è registrato a Parma e Piacenza durante il suo ritorno a Venezia dalla capitale pontificia. L'ipotesi maggiormente accreditata, invece, resta appunto quella secondo la quale il pittore ha eseguito un primo schizzo della tela, poi redatta successivamente in maniera più definita, in occasione dell'incontro in Emilia avvenuto tra questi e gli esponenti della corte Farnese, in occasione della commessa del Ritratto di Paolo III del 1543. Tale ipotesi trova fondamento anche per il fatto che la figura accanto al soggetto ritratto non risulta identificabile con nessun personaggio noto ritratto dal vero, ma bensì appare come una figura "di maniera".
Gli inventari antichi riportano due distinte edizioni del Ritratto a Pier Luigi, non si sa se l'una copia dell'altra, e non si sa con certezza quale delle due sia quella oggi a Capodimonte. Una versione era al palazzo di Roma e un'altra alla villa di Caprarola, entrambe poi passate a Parma nella metà del Seicento e poi confluite intorno al 1734 nel Museo di Capodimonte in occasione del lascito ereditario della collezione Farnese, che vide il trasferimento della stessa da Elisabetta a Carlo di Borbone.
Proprio in occasione del trasferimento dell'opera a Napoli, il dipinto perse l'autografia del Tiziano per venire ricondotto, con non poche discussioni, alla sua bottega, mentre agli inizi del Novecento la tela ritornò pienamente alla mano del maestro, trovando concordanza anche con tutta la critica successiva.
Il Farnese è ritratto negli abiti di gonfaloniere pontificio, simbolo di difesa verso la Chiesa, mentre nello sfondo, sul lato sinistro è presente una figura maschile che innalza lo stendardo.